# Павлице
Павлице (на словашки: Pavlice) е село в окръг Търнава, Търнавски край, западна Словакия. Населението му е 535 души.
Разположено е на 127 m надморска височина, на 16 km южно от град Търнава. Площта му е 7,63 km². Кмет на селото е Даниела Майак Цедулова.